# Бабецька Євдокія Федорівна
Євдокія (Явдоха) Федорівна Бабецька (1905, містечко Завалів, Підгаєцького повіту, Королівство Галичини та Володимирії — 30 червня 1979, село Завалів, тепер Бережанського району Тернопільської області) — українська радянська діячка, заступник голови Завалівської сільської ради Підгаєцького району Тернопільської області. Депутат Верховної Ради СРСР 1-го скликання від Тарнопільської області (з 1940 року).

## Біографія
Народилася в багатодітній бідній селянській родині. З дев'ятирічного віку наймитувала у поміщика графа Ворошинського.
У 1931 році вийшла заміж за наймита, п'ять років працювала на поміщицьких фільварках разом із чоловіком. Потім працювала у сільському господарстві, наймалася на поденні роботи до заможних селян. 
З вересня 1939 року, після захоплення Західної України Червоною армією, була агітатором та організатором селянських мас, її обирали членом селянського комітету села[джерело?] Завалів. 22 жовтня 1939 року стала депутатом Народних зборів Західної України (НЗЗУ). Під час засідань Народних зборів була обрана в Президію і до складу Повноважної комісії НЗЗУ. Брала участь у візиті повноважної делегації Народних зборів Західної України до Москви. 
З кінця 1939 року — заступник голови Завалівської сільської ради Підгаєцького повіту (з 1940 року — району) Тарнопільської області.